# 마카리 모스크바
마카리 모스크바(Макарий Москва, 1482년 12월 31일 ~ 1563년 1월 12일)는 16세기 시대 모스크바 대공국의 정교회 대주교이다.
그는 일찍이 정교회 사제 직무로써 출사 및 출세하여 1509년 7월 20일에서 1526년 8월 26일까지 모스크바 대공국의 비공식적 역사상으로는 사상 최연소 (만 26세) 취임 출신 노브고로트 정교회 대주교 직책을 지낸 그는 동방 정교회를 지지한 당시 모스크바 대공 바실리 3세의 취지를 장려받아 1526년 9월 30일에서 1527년 12월 31일까지 잠시 바실리 3세 대공의 대리청정 (모스크바 대공국 국무대리섭정공 직책)을 1년 3개월간 지냈으며 1527년 12월 31일 이후 정치 분야에 입접하지 않은 그는 그 후 정교회 성향의 화가로도 활동하였으며 1542년 3월 19일에서 1563년 1월 1일까지 모스크바 정교회 대주교 직책을 지냈다.